# 庫恩卡區 (瓦羅奇里省)
12°07′56″S 76°26′07″W / 12.1322°S 76.4353°W
庫恩卡區（西班牙語：Distrito de Cuenca），是秘魯的一個區，位於該國中南部利馬大區的瓦羅奇里省，始建於1935年4月5日，面積60平方公里，海拔高度2,780米，2005年人口381，人口密度每平方公里6.3人。